# 925 (číslo)
Devět set dvacet pět je přirozené číslo. Římskými číslicemi se zapisuje CMXXV a řeckými číslicemi ϡκε´. Následuje po čísle devět set dvacet čtyři a předchází číslu devět set dvacet šest.

## Matematika
925 je:
- Pětiúhelníkové číslo
- Deficientní číslo
- Složené číslo
- Nešťastné číslo

## Astronomie
- (925) Alphonsina je planetka hlavního pásu, kterou objevil v roce 1920 Josep Comas i Solà
- NGC 925 je spirální galaxie s příčkou v souhvězdí Trojúhelníku

## Roky
- 925
- 925 př. n. l.